# اشتفان اشمیت
اشتفان اشمیت (به آلمانی: Stephan Schmidt) گیتاریست کلاسیک اهل آلمان و ساکن سوئیس است.

## زندگی‌نامه
اشتفان اشمیت در آلمان به دنیا آمد. او در تروسینگن، پاریس، و سپس نیویورک تحصیل کرد.
اشمیت، در سال ۱۹۹۴، به خاطر اجرا و ضبط مجموعه‌آثار موریس اوهانا برای گیتارِ ده‌سیم، برندهٔ جایزهٔ فرهنگستان شارل کرو (به فرانسوی: Charles Cros) شد.